# Lilletjärnet (Laxarby socken, Dalsland)
Lilletjärnet är en sjö i Bengtsfors kommun i Dalsland och ingår i Göta älvs huvudavrinningsområde.